# Франческо II Аччаюолі
Франческо II (італ. Francesco II Acciaiuoli; 1430—1460) — останній герцог Афінський в 1454—1456 роках. Відомий також як Франко Аччаюолі.

## Життєпис
Походив з флорентійського роду Аччаюолі. Син Антоніо Аччаюолі і Марії Дзодзі. Народився близько 1430 року. 1439 року батько захопив герцогство афінське, але помер 1441 року. Тому трон повернув собі стрийко Неріо II.
1446 року Франческо було відправлено до султанського двору Мурада II в Едірне. З 1451 року з переходом влади до нового герцога Франческо I під регенством К'ярі Дзодзі, що була стрийнею Франко, став інтригувати проти їх обох. Цьому також сприяв конфлікт між Бартоломео Контаріні, новим чоловіком Дзодзі, та місцевою афінською шляхтою. Зрештою 1454 року рішенням султана Франческо I позбавлено влади. Трон перейшов до Франко, що став відомий як Франческо II.
1456 року, побоюючись впливу або через особисте ставлення, наказав стратити в монастирі Дафні або Мегарах К'яру Дзодзі. Бартоломео Контарінні поскаржився на це султанові. Той відправив військо на чолі із Тураханогли Омер-беєм, який швидко опанував усім герцогом та нижньою частиною Афін. Сам Франческо II Аччаюолі закріпився на Акрополі. Облога тривала до червня 1458 року.
За цим султан Мехмед II, що особисто прибув до Афін, помилував Франческо, передавши тому у володіння місто Фіви. Але Аччаюолі визнав зверхність османів.
1460 року султан отримав відомості про змову Франческо з метою відвоювання Афін. Чи насправді це так й було невідомо. Аччаюолі було викликано до Заганос-паші, що керував Мореєю, де страчено. Його сини стали яничарами, а донька опинилася в султанському гаремі.

## Родина
Дружина — Асенія, донька деметрія асеня, намісника Коринфу
Діти:
- Гаврило
- Матвій
- Яків
- донька